# Катастрофа A321 под Исламабадом
Катастрофа A321 под Исламабадом — крупная авиационная катастрофа, произошедшая в среду, 28 июля 2010 года в предгорьях Гималаев. Авиалайнер Airbus A321-231 авиакомпании Airblue выполнял внутренний рейс ED202 по маршруту Карачи—Исламабад, но при подлёте к пункту назначения врезался в гору в 15 километрах от аэропорта Исламабада. Погибли все находившиеся на его борту 152 человека — 146 пассажиров и 6 членов экипажа.
На 2021 год, это крупнейшая авиакатастрофа в истории Пакистана и первая катастрофа в истории самолёта Airbus A321.

## Самолёт
Airbus A321-231 (регистрационный номер AP-BJB, серийный 1218) был выпущен в 2000 году (первый полёт совершил 14 апреля под тестовым бортовым номером D-AVZA). 28 апреля того же года был передан авиакомпании Aero Lloyd, в которой получил б/н D-ALAN. 16 марта 2004 года перешёл в авиакомпанию Aero Flight (борт D-ARFA). 18 января 2006 года был куплен авиакомпанией Airblue и получил бортовой номер AP-BJB. Оснащён двумя турбовентиляторными двигателями International Aero Engines V2527-A5. На день катастрофы 10-летний авиалайнер совершил 13 566 циклов «взлёт-посадка» и налетал 34 018 часов.

## Экипаж и пассажиры
Самолётом управлял опытный экипаж, состав которого был таким:
- Командир воздушного судна (КВС) — 61-летний Первез Икбал Чадри (англ. Pervez Iqbal Chaudhry). Очень опытный пилот, налетал 25 497 часов, 1060 из них на Airbus A321.
- Второй пилот — 34-летний Мунтаджиб Ахмед (англ. Muntajib Ahmed). Опытный пилот, проходил службу в ВВС Пакистана, где пилотировал истребитель F-16. Налетал 1837 часов, 286 из них на Airbus A321.

В салоне самолёта работали четыре стюардессы:
- Жаверия Фараз (англ. Javeriya Faraz),
- Шазиа Раззак (англ. Shazia Razzaq),
- Хина Усман Хан (англ. Hina Usman Khan),
- Нахид Бхатти (англ. Naheed Bhatti).

| Гражданство | Пассажиры | Экипаж | Всего |
| ----------- | --------- | ------ | ----- |
| Пакистан    | 142       | 6      | 148   |
| США         | 2         | 0      | 2     |
| Сомали      | 1         | 0      | 1     |
| Австрия     | 1         | 0      | 1     |
| Всего       | 146       | 6      | 152   |

Среди пассажиров на борту самолёта находились:
- 6 депутатов Молодёжного парламента Пакистана[1],
- сын одного из сотрудников ООН,
- Миша Давууд (англ. Misha Dawood), 19 лет, игрок сборной Пакистана по футболу[1][5][6].

## Хронология событий
Пассажирский самолёт Airbus A321-200 авиакомпании «Airblue», выполнявший рейс ED202 по маршруту Карачи — Исламабад, вылетел из пункта отправления в 07:50 по местному времени. В 09:43, при подлёте к международному аэропорту имени Беназир Бхутто, авиадиспетчеры потеряли связь с экипажем. В это же время Airbus A321-200 врезался в холмы Маргалла. На месте крушения возник пожар.

## Поисково-спасательная операция
Спасатели, медики и пожарные прибыли к месту катастрофы в 10:30. Операция по поиску и спасению выживших осложнялась бездорожьем, рельефом местности и густыми лесами. Погодные условия (проливной дождь и сильный туман) также не позволяли досконально исследовать место падения с вертолёта. Первоначально СМИ сообщали о выживших пассажирах. Местные больницы были переведены на экстренный режим работы, но позже информация о спасённых была опровергнута властями.

## Реакция
В день катастрофы авиакомпания «Airblue» разместила на своём сайте текст соболезнования родным и близким погибших:

Airblue с глубокой печалью объявляет о крушении самолёта, выполнявшего рейс № ED202 по маршруту Карачи—Исламабад. Трагедия произошла во время плохой погоды и сильного тумана. Мы сожалеем о потерянных жизнях и расследуем все обстоятельства трагедии. Они будут представлены как можно скорее. Наши сердца с семьями, любимыми пассажирами и экипажем…
Оригинальный текст (англ.)Airblue, with great sadness, announces the loss of flight ED 202 inbound from Karachi to Islamabad. The flight crashed during poor weather and thick fog. We regret the loss of life and are investigating the exact circumstances of this tragedy. This will be presented as soon as possible. Our hearts go out to the families and loved ones of the passengers and crew...

Президент Пакистана Асиф Али Зардари и премьер-министр Юсуф Реза Гилани выразили соболезнования родным пассажиров. Властями страны 29 июля был объявлен днём траура. Ноты скорби выразили и другие страны. В частности и президент России Дмитрий Медведев.

## Причины катастрофы
Первой версией авиакатастрофы стали сложные погодные условия: сезон дождей и сильный туман. Также не исключалось, что на борту самолёта произошёл теракт. Позже стало известно, что диспетчеры аэропорта просили экипаж воздушного судна зайти на повторную посадку и совершить третий круг. Пилоты не смогли вывести лайнер на правильный курс, начали заходить на посадку раньше положенного срока и самолёт врезался в горы.
Окончательный отчет был опубликован 3 января 2012 года. Комитет по авиационным авариям заключил, что причиной крушения стало неправильное решение экипажа. Пилоты неправильно выполняли процедуры захода на посадку в аэропорту в Исламабаде в сложных погодных условиях и игнорировали команды диспетчера полётов.